# Fenothiocarb
Fenothiocarb ist eine chemische Verbindung aus der Gruppe der Thiocarbamate. Die Verbindung wurde von Kumiai Chemical entwickelt und 1987 als Akarizid eingeführt.

## Gewinnung und Darstellung
Fenothiocarb kann ausgehend von Phenol und 1,4-Dichlorbutan dargestellt werden. Deren Produkt reagiert weiter mit Kaliumhydrogensulfid (KHS) zu einem Thiol. Das Thiol reagiert mit Phosgen und Dimethylamin zum Thiocarbamat.

## Verwendung
Fenothiocarb ist ein nichtsystemisches Akarizid, das gegen Spinnmilben (hauptsächlich Panonychus spp.) im Wein-, Obst- und Gemüsebau eingesetzt wird. Der Wirkstoff erfasst das Eistadium und die jungen Stadien der Spinnmilben.

## Zulassung
In den Staaten der EU und in der Schweiz sind keine Pflanzenschutzmittel mit diesem Wirkstoff zugelassen.